# Zwartkeelbaardvogel
De zwartkeelbaardvogel (Psilopogon eximius synoniem: Megalaima eximia) is een endemische soort baardvogel die alleen voorkomt op Borneo.

## Beschrijving
De zwartkeelbaardvogel is 15 cm lang, het is de kleinste baardvogel die op Borneo voorkomt. De vogel is overwegend groen gekleurd. Hij heeft een forse, donker gekleurde snavel met borstels aan de basis van de snavel. De kruin is rood met een zwarte vlek boven de snavel en de keel is bij volwassen vogels zwart met een smal lichtgeel streepje en daaronder wat rood en verder licht olijfgroen op de buik. De wang is blauw en er zit een kleine gele vlek onder het oog.
De zwartkeelbaardvogel wordt gezien als een zustersoort van de blauwoorbaardvogel (P. australis); beide soorten verblijven in vergelijkbaar habitat, waarbij de zwartkeelbaardvogel alleen op grotere hoogten voorkomt.

## Verspreiding en leefgebied
De zwartkeelbaardvogel komt vrij schaars voor als standvogel in bergbossen in de middelgebergte en hooggebergte tussen de 425 en 2140 m boven de zeespiegel in het grensgebied van Sabah, Sarawak en Oost-Kalimantan en nog een populatie in Zuid-Kalimantan. De zwartkeelbaardvogel verblijft gemiddeld op dezelfde hoogten als bergbaardvogel, die ook in bergbossen voorkomt.
De soort telt 2 ondersoorten:
- P. e. cyaneus: Gunung Kinabalu.
- M. e. eximius: noordelijk, noordwestelijk en centraal Borneo.

## Status
De zwartkeelbaardvogel heeft een ruim verspreidingsgebied en daardoor alleen al is de kans op uitsterven gering. De grootte van de populatie is onbekend. Grootschalige ontbossingen in berggebieden komen minder vaak voor, om deze reden staat deze baardvogel als niet bedreigd op de Rode Lijst van de IUCN.